# Ivan Ilikov Drekalović
Vojvoda Ivan Ilikov Drekalović je bio vojvoda i vođa Kuča, sin Ilika Laleva Drekalovića. Rođen je verovatno sredinom ili krajem 17. veka u doba stalnih ratnih sukoba između Turske i stanovništva Zetske nahije kojoj je pripadala i kučka teritorija. Istakao se u borbi protiv Turaka i u jednom periodu proširio Kuče. U tim borbama je i poginuo pa je vojvodstvo dobio njegov brat Petar, a nakon njega njihov brat Mirčeta Mićo Drekalović. Imao je nekoliko sinova koji su poneli prezime Ivanović, od kojih je najpoznatiji Tomo Ivanović.